# Natália Kročková
Natália Kročková (* 15. Juli 2008) ist eine slowakische Tennisspielerin.

## Karriere
Kročková spielt bislang vor allem auf ITF Junior Tour, konnte aber auf der ITF Women’s World Tennis Tour bereits zwei Titel im Doppel gewinnen.
Im Jahr 2022 erhielt Natália Kročková im Alter von 14 Jahren zusammen mit ihrer Landsfrau Lenka Juríková eine Wildcard für den Doppelwettbewerb von Empire Women’s Indoor II 2022. Das Duo musste sich dort aber in der ersten Runde geschlagen geben. Im darauffolgenden Jahr bekam sie von den Veranstaltern der Empire Women’s Open eine Wildcard für das Hauptfeld von Empire Women’s Indoor I 2023 und traf in der ersten Runde auf die Spanierin Leyre Romero Gormaz, gegen welche sie in zwei Sätzen unterlag. Bei dem Turnier Empire Women’s Indoor III 2023 startete sie nicht nur im Einzelwettbewerb, wo sie der Deutschen Mona Barthel in zwei Sätzen unterlag. Sondern sie durfte auch gemeinsam mit ihrer Landsfrau Tereza Mihalíková im Doppelwettbewerb starten. Überraschend erreichte das mit einer Wildcard ausgestattete das Finale und setzte sich dort gegen ein französisch-tschechisches Duo durch.

## Turniersiege

### Doppel
| Nr. | Datum            | Turnier            | Kategorie | Belag             | Partnerin         | Finalgegnerinnen                          | Ergebnis         |
| --- | ---------------- | ------------------ | --------- | ----------------- | ----------------- | ----------------------------------------- | ---------------- |
| 1.  | 2. Dezember 2023 | Trnava             | ITF W60   | Hartplatz (Halle) | Tereza Mihalíková | Estelle Cascino Jesika Malečková          | 7:67, 7:5        |
| 2.  | 29. Juni 2024    | Kuršumlijska Banja | ITF W15   | Sand              | Laura Cíleková    | Wiktorija Borodulina Jekaterina Kasionowa | 6:4, 5:7, [10:3] |